# Terapia de exposição
Terapia de exposição é uma técnica usada em terapia comportamental para tratar perturbações de ansiedade. Consiste em expôr o paciente à fonte da sua ansiedade ou ao seu contexto sem que haja intenção de causar qualquer perigo, ajudando-o a superar a ansiedade ou receio. Vários estudos demonstraram ser uma terapia eficaz no tratamento de perturbação de ansiedade generalizada, perturbação de ansiedade social, perturbação obsessiva-compulsiva, perturbação de stresse pós-traumático e fobias específicas.